# Camilo Ortega
Camilo Antonio Ortega Saavedra (13 de dezembro de 1950, Manágua - 26 de fevereiro de 1978, Las Sabogales, Masaya)  foi um revolucionário nicaraguense.
Ortega empenhou-se na luta contra a ditadura somozista; sendo comandante da Frente Sandinista de Libertação Nacional (FSLN), destacando-se por seu comprometimento. Foi irmão mais novo de Daniel Ortega (o presidente da Nicarágua durante o período revolucionário e posteriormente a partir de 2007) e também de Humberto Ortega, que foi Ministro da Defesa no governo sandinista e chefe do Exército Popular Sandinista (EPS). Camilo morreu em 1978, antes do triunfo revolucionário, lutando contra a Guarda Nacional da Nicarágua durante uma operação dos sandinistas na Revolução Nicaraguense. Por seu trabalho em prol da unidade da formação política, foi apelidado de "apóstolo da unidade sandinista".